# Archipirata
Archipirata là một chi nhện trong họ Pisauridae.